# 眼鏡蛇行動
眼鏡蛇行動（英语：Operation Cobra）是第二次世界大戰中諾曼第戰役期間，美國第1軍團在D日8週之後，發起進攻的行動代號。美國陸軍中將奧馬爾·布萊德雷的意圖是趁德軍集中注意力應付英軍和加拿大軍在卡昂的軍事活動時，利用對手的分心和戰線上的不平衡，突破面對他的部隊的德軍防線。第1軍團一旦建立起來一條走廊，就能推進到布列塔尼，迂迴德軍兩翼和清除諾曼第灌叢農村對自己部隊推進的障礙。經過進攻開始時緩慢的進展後，德軍的抵抗崩潰，被擊潰部隊的殘餘邊戰邊逃到塞納河。德軍由於缺乏資源以應付這種情況，反攻未能成功，而整個諾曼第防線也崩潰了。眼鏡蛇行動，連同同時由英國第2和加拿大第1軍團的進攻，確保了盟軍在諾曼第戰役的決定性勝利。
眼鏡蛇行動在受到惡劣天氣影響而被推遲數次後，於7月25日在數以千計的盟軍飛機進行集中的空中轟炸中展開。支援的攻勢已將德軍大部分的裝甲預備隊吸引到英軍和加拿大軍的戰線，再加上德軍普遍缺乏兵力和物資，令他們無法形成連續的防線。美國第7軍屬下的兩個師首先展開攻擊，而其它第1軍團的單位實施支援攻擊以分割在當地的德軍單位。第1天的進展緩慢但當防線被突破後守軍的抵抗開始崩潰，到7月27日大部分有組織的抵抗已經被克服，第7和第8軍迅速挺進，以孤立科唐坦半島。
7月31日第19軍摧毀了面對第1軍團最後的守軍，和布萊德雷的部隊終於擺脫了灌叢。京特·馮·克魯格元帥向西派出增援部隊和實施數次反擊，其中最大的一次（代號為盧提西行動）在8月7日於莫爾坦和阿弗朗什實施。雖然這導致了戰役中最血腥的戰鬥，但克魯格的部隊已經筋疲力盡及被削弱和沒有多大作用，只有進一步削弱馮·克魯格部隊的兵力。8月8日新參戰的美國第3軍團佔領了勒芒，這裡之前是德國第7軍團的總部。眼鏡蛇行動將諾曼第戰役從高度的步兵作戰改變為快速機動作戰，並導致建立了法萊茲口袋和令德軍失去了在法國西北部的防線。

## 背景
繼盟軍於1944年6月6日入侵諾曼第取勝後，向內陸的進攻進展緩慢。為方便盟軍在法國的集結，並確保空間以作進一步的推進，在美軍戰線西側的深水港瑟堡和在東面於英軍和加拿大軍戰線上的歷史城鎮卡昂是盟軍初期的目標。諾曼第戰役的原本計劃是在這2個地區實施強烈攻勢，其中邁爾斯·登普西爵士中將的英國第2軍團將攻佔卡昂和其以南地區，奧馬爾·布萊德雷中將的美國第1軍團將渡過羅亞爾河。

指揮所有盟軍在諾曼第地面部隊的蒙哥馬利將軍，希望在D日攻佔卡昂，而瑟堡預期在15天後被佔領。第2軍團將攻佔卡昂，然後在其東南部組成一個戰線，延伸至科蒙萊旺泰，以取得機場和保護在第1軍團向瑟堡前進時掩護它的左翼。卡昂佔有及其周圍地區—希望可取得開闊地域，以便能夠實施機動作戰—也將使第2軍團取得一塊合適的中轉區以向南攻佔法萊茲，這裡可作為紐帶的向右出擊，以推動至阿讓唐，及向圖克河前進。卡昂的被佔領被歷史學家L·F·埃利斯形容為D日中分配給約翰·克羅克中將之英國第1軍最重要的目標。然而，無論埃利斯和切斯特·威爾莫特均認為盟軍的計劃是“野心勃勃”;卡昂地區擁有諾曼第地區最強大的防禦區。

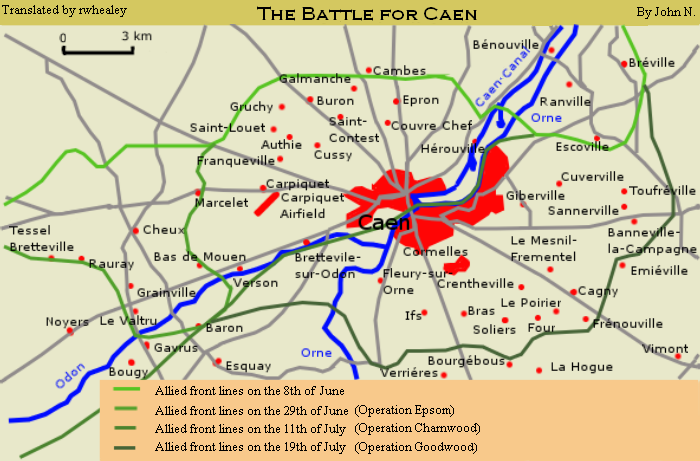
1944年6月6日至7月20日，於D日後英軍及加拿大軍在卡昂地區的攻勢

在D日第1軍最初到達該市的企圖被德軍第21裝甲師的部隊阻止，及德軍通過派出大量增援部隊加強該市防禦以應付入侵，英國及加拿大軍戰線很快便凍結了第2軍的短期目標。於D日後一個星期實施的高處行動和葉森行動（6月26-30日）攻佔了一些地區及消滅了一些守軍，但卡昂仍在德國人手中，直至強恩伍德行動（7月7日-9日），當時第2軍團設法在該市北部到奧恩河一帶實施正面進攻。
英國和加拿大圍繞卡昂的攻勢成功地把在諾曼第的德軍，包括大部分可用的裝甲部隊，吸引到盟軍所在區域的東端。即便如此，面對德國頑強的抵抗，美國第1軍團正在努力取得進展。在某種程度上，行動是緩慢的，由於灌叢地帶密集的灌木限制了景觀、凹陷的車道及小樹林，美軍單位都沒有接受過應付這些地形的訓練。此外，由於沒有港口設施在盟軍手中，所有的增援和補給只能在海灘上進行，而且受天氣影響。6月19日，1場嚴重的風暴開始吹襲英吉利海峽，歷時3天，造成給盟軍的集結造成重大延誤和某些計劃了的行動被迫取消。第1軍團向西推進的企圖最終到達聖洛鎮前被布萊德雷中止，因為要首先實施攻佔瑟堡的行動。瑟堡的守軍主要包括4個戰鬥群，由從科唐坦半島撤退來的殘餘單位組成，但港口的守軍卻是主要用作防衛從海上發起的攻擊。然而，德軍有組織的抵抗在6月27日結束，當時美軍第9步兵師成功地削弱了阿格角到該市西北守軍的防線。 4天內“閃電喬”勞頓·柯林斯少將的第7軍，聯同第8軍和第19軍恢復對聖洛的進攻，導致德軍調派更多裝甲部隊到美軍的戰線上。

## 計劃
據蒙哥馬利的官方傳記，眼鏡蛇行動最初在6月13日被提出。蒙哥馬利當時的計劃，要求布萊德雷的第1軍團攻佔聖洛和庫唐斯，然後向南實施兩路主攻，一個由科蒙向維爾和莫爾坦，和另一個由聖洛向維勒迪和阿夫朗什。雖然沿科唐坦半島到羅海爾杜普和瓦洛涅要保持壓力，但攻佔瑟堡不是當務之急。然而，隨著瑟堡在6月27日被柯林斯的第7軍佔領，蒙哥馬利的初步時間表已經過時，固此從科蒙發起的主攻從未被實施。
根據強恩伍德行動的結果和第1軍團取消了對聖洛的進攻後，蒙哥馬利在7月10日會見布萊德雷和鄧普西以討論第21集團軍的下一步行動。會議期間，布萊德雷承認，在西部側翼的進展十分緩慢。不過，他已在籌劃計劃以嘗試突破，代號為眼鏡蛇行動，將由第1軍團在7月18日實施。他向蒙哥馬利提出了自己的想法，蒙哥馬利批准，這一指令在會議中明確指出，在未來幾天的總體戰略將是敵人注意力從第1軍團吸引到英軍和加拿大軍的戰線；登普西奉命“繼續攻擊：吸引德軍，特別是裝甲部隊，到自己的戰線上 - 以緩解布萊德雷”。為達到此目標，佳林行動被籌劃，和艾森豪威爾確保這兩次行動將得到盟國空軍的戰略轟炸機支援。

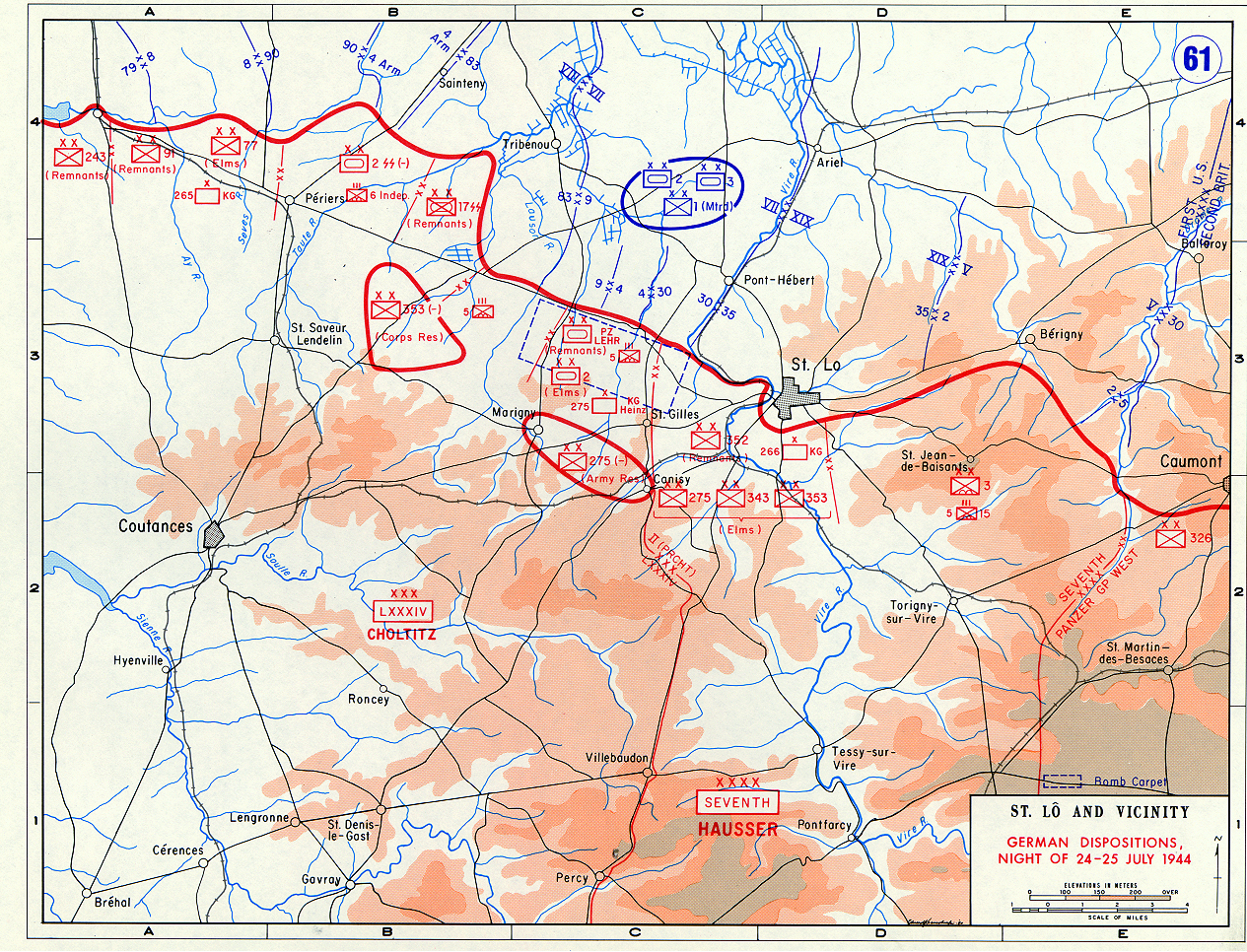
1944年7月24日–25日，德軍的部署

7月12日，布萊德雷向他的下屬指揮官簡介他的眼鏡蛇計劃，該計劃包括3個階段。主攻部隊將由柯林斯的第7軍指揮。第1階段，將由埃迪少將的第9和霍布斯少將的第30步兵師實施突破攻擊，在德國的戰術區打開一個洞，然後按住兩側進行滲透，同時許布納少將的第1步兵和布魯克斯少將的第2裝甲師將深入防線，直到抵抗崩潰。在第2階段，5–6個師突擊部隊，將通過在德軍防線和西翼的缺口。如果這2個階段是成功的，德軍在西部的防線將變得不可收拾，第3階段將容許盟軍相對容易的推進到灌叢的西南端，切斷及攻佔布列塔尼半島。第1軍團的情報估計，在眼鏡蛇行動實施後的頭幾天將沒有德軍的反擊出現，如果在該日後實施攻擊，他們的反擊將不超過營級的行動。
眼鏡蛇行動是一個對一條7,000-碼（6,400-）長戰線的集中攻擊，不同於以往美軍的'寬戰線'的攻勢，及將有強大的空中支援。戰鬥轟炸機將集中打擊在聖洛–佩里耶道路以南1條長250-碼（230-）的德軍防禦地帶，而斯帕茨將軍的重型轟炸機將轟炸德軍主要防線後縱深2,500碼（2,300）的地帶。據預計，短暫及密集的初步轟炸在物質破壞和衝擊力上將極大地削弱了德軍的防禦，加上師團、軍團及軍級砲兵支援，包括9個重型、5個中型和7個輕砲兵營。超過1,000門師和軍級火砲都投入了進攻，以及約140,000發砲彈分配給第7軍，另有27,000發砲彈分發給的第8軍。 
為了試圖克服灌叢對進攻行動時機動性的影響和令雙方付出巨大代價，一些M4雪曼、M5A1斯圖亞特戰車及M10驅逐戰車加配了犀牛改裝，透過可清除樹籬的「長牙」剷出一條道路。而德國的戰車仍然受到道路的限制時，美軍的裝甲部隊已經較能操作自如， 縱使這些設備的效能被誇大。在眼鏡蛇行動前夕，第1軍團百分之六十的戰車均有犀牛改裝。為了保證行動機密，布萊德雷禁止在眼鏡蛇行動開始前使用它們。總共有1,269輛M4中型、694輛M5A1輕型戰車及288輛M10驅逐戰車可供使用。

### 支援的行動

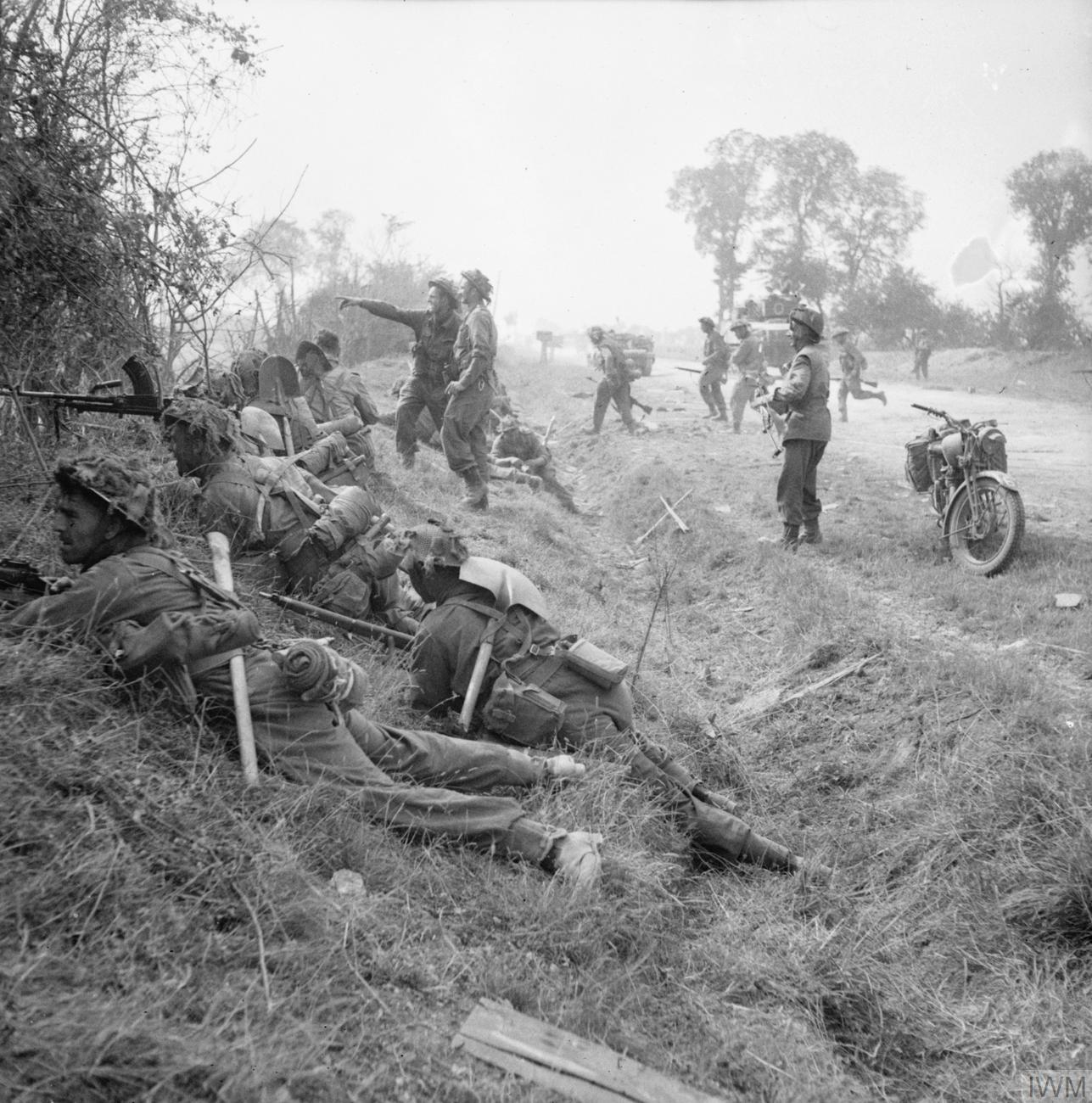
1944年7月19日，於卡里附近作戰中的威爾斯士兵

7月18日，英國第8和第1軍對卡昂以東，展開強恩伍德行動。這次進攻開始時以最大規模的空襲支援地面部隊，超過1,000架飛機從低空投下6,000噸高爆和碎片炸藥。德國在卡昂東部陣地遭到400門大砲的砲轟和許多村莊被夷為廢墟，但德國更南部的砲兵，即在布爾蓋比里奇，是位於英軍砲兵射擊範圍以外，和卡尼和埃米韋爾勒的守軍基本上渡過了轟炸。這令致第2軍團遭受損失，超過4,800人傷亡。有250至400輛主要用作進攻的英國裝甲戰車退出行動，雖然最近的研究顯示，只有140輛被完全擊毀，而另外的174輛被損壞。行動仍然是英國陸軍有史以來最大的戰車戰役， 導致了奧恩橋頭堡的擴張以及卡昂的攻佔。
同時，加拿大第2軍在強恩伍德的西部側翼發起大西洋行動。目的是加強盟軍在奧恩河沿岸的立足點，並攻佔卡昂以南的韋里耶爾嶺，大西洋行動取得初步成果，但是卻因人員傷亡增加而無力為繼。加拿大人傷亡人數達1,349人，與山脊被嚴密防衛在德軍手中，大西洋行動於7月20日結束。然而，在蒙哥馬利的敦促下，“強烈的強調最高指揮官與蒙哥馬利的通訊”，加拿大第2軍司令，蓋伊·西蒙德斯中將，於幾天後發起第二次進攻，代號為春天行動。這次目標有限但是重要，把有可能調往美軍戰線的德軍單位吸引過來，雖然西蒙德斯藉此機會再作攻佔韋里耶爾嶺的嘗試。對加拿大人來說，再次證明攻佔韋裡耶爾嶺是極其血腥的，而7月25日是自1942年迪耶普突襲以來1個加拿大營 - 加拿大蘇格蘭高地 - 單一最高傷亡的1天。1個由2個德國師發動之反攻把加拿大軍推回到他們實施攻擊的起點，西蒙茲曾承諾增援以穩定前線。然而，聯同強思伍德行動，加拿大軍的行動令大多數德軍裝甲部隊和額外增援被吸引到英軍和加拿大軍戰線。春天行動，儘管傷亡很大，卻把武裝親衛隊第9裝甲師在眼鏡蛇行動展開前夕從美軍戰線吸引到其他地區。只有2個裝甲師共190輛戰車面對布萊德雷的第1軍團，而7個裝甲師共750輛戰車位於卡昂地區，遠離眼鏡蛇行動實施的地區。

## 盟軍的攻勢

### 初步進攻

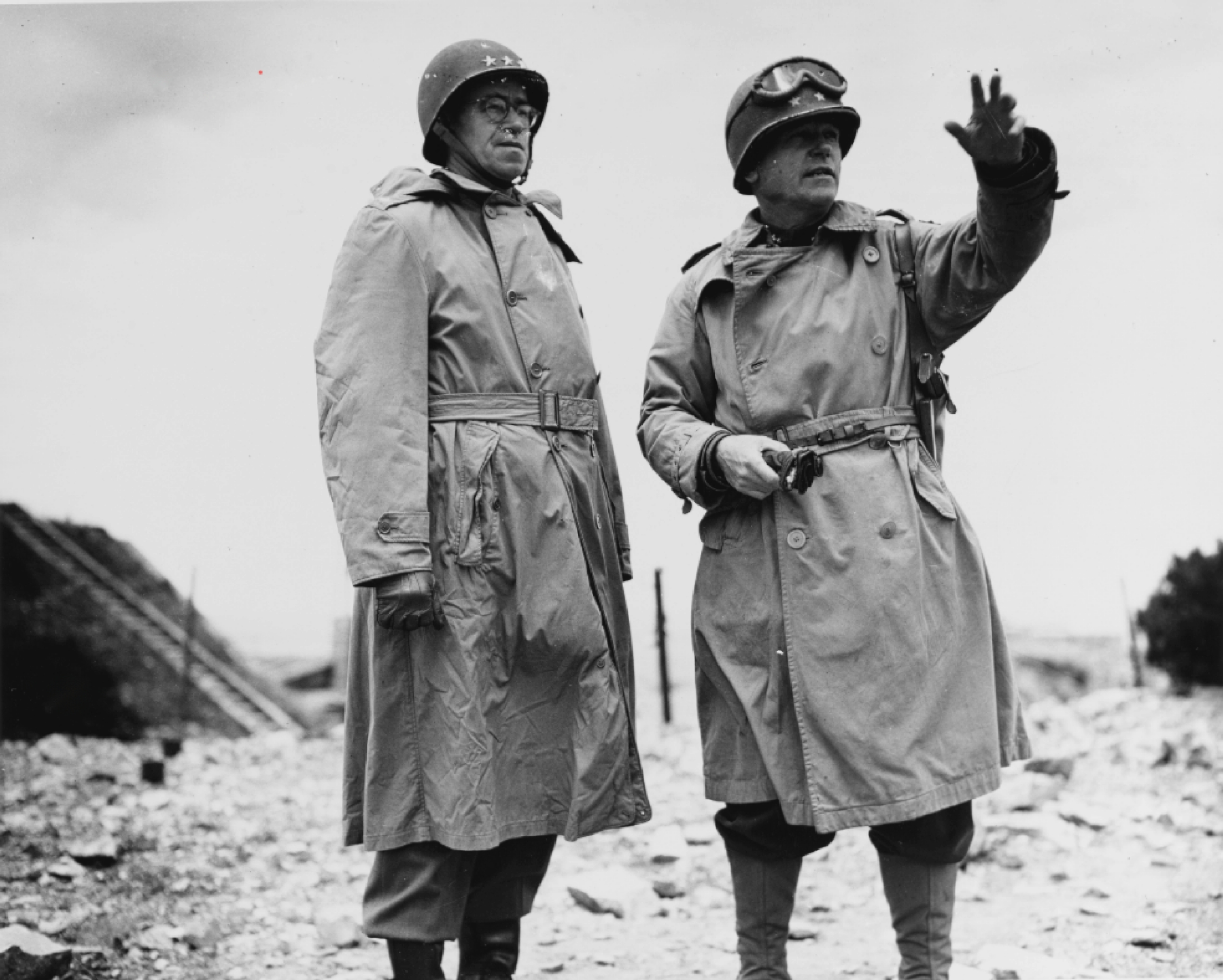
在瑟堡附近的布萊德雷及柯林斯

為了獲得良好的地形以實施眼鏡蛇行動，布萊德雷和柯林斯構思一個計劃向聖羅–佩里耶公路前進，這是沿著第7和第8軍正在獲取偏僻的陣地進行。 7月18日，在付出5,000人傷亡的代價下，第29和第35步兵師攻佔了聖洛重要的制高點，迫使歐根·曼德爾空降兵上將的第2傘兵軍後退。曼德爾的傘兵，加上第352步兵師（自從在D日防衛奧馬哈海灘以來一直參戰）現在在廢墟上，主要進攻的平台已被建立。由於惡劣天氣條件也已阻礙了強恩伍德和大西洋行動，布萊德雷決定推遲眼鏡蛇行動幾天—這個決定令蒙哥馬利擔心，由於英國和加拿大的以支援突破的行動已經展開，這個嘗試正不能實現。到24日，天空已經足夠晴朗以供行動展開，以及1,600架盟軍飛機從諾曼第起飛。然而，戰場上的天氣再次惡劣起來，在能見度低的情況下，超過25名美軍在一次轟炸中被炸死，另有130人受傷—一些憤怒的士兵向自己友軍的飛機開火，遭受友軍射擊在諾曼第並不常見。

### 主要進攻及突破　7月25日–27日

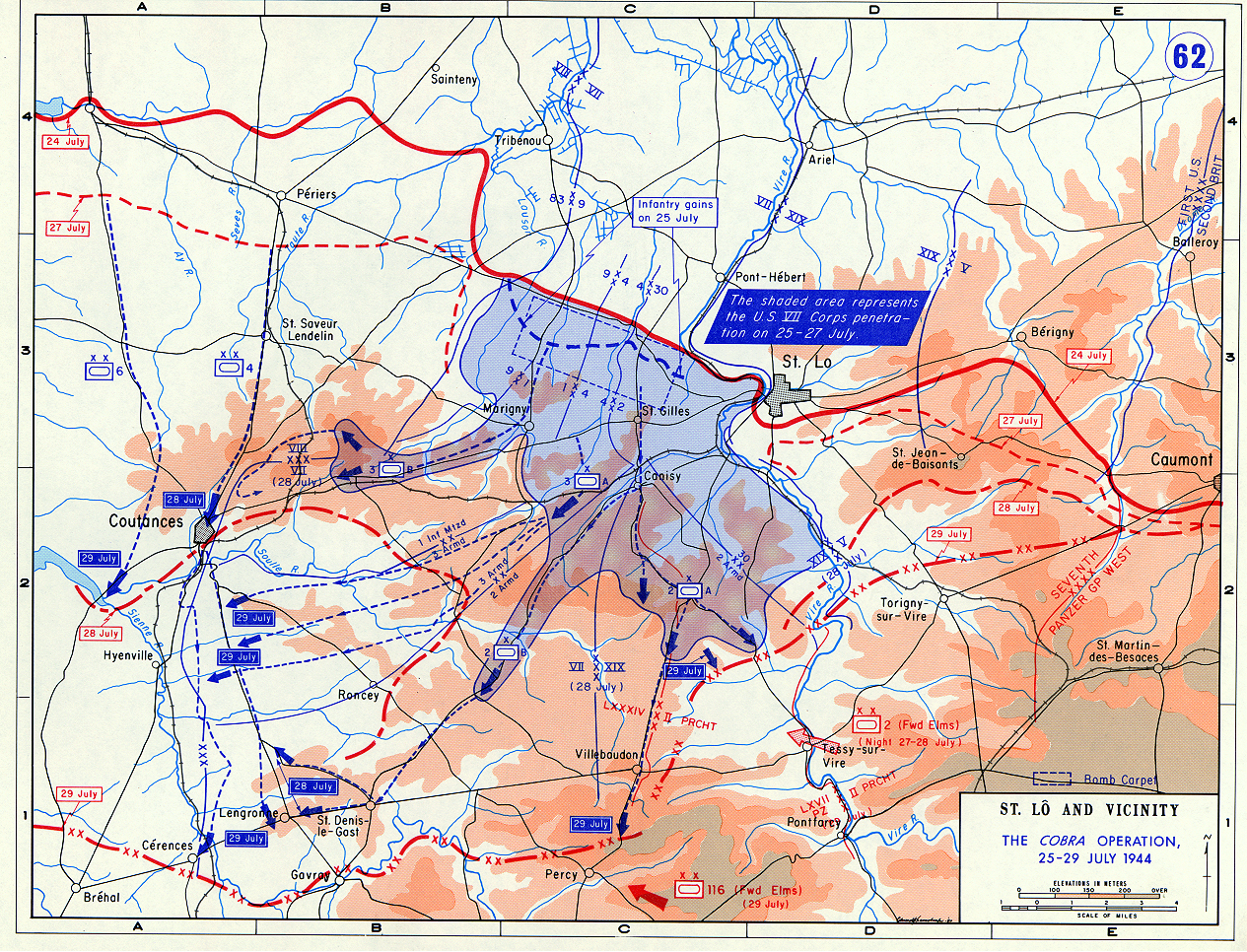
1944年7月25日–29日的眼鏡蛇行動

眼鏡蛇行動始於7月25日早上9時38分。盟軍戰鬥轟炸機約600架次對聖洛300-碼（270-）寬的狹長地帶內敵軍各據點及砲兵陣地大肆轟炸。在接下來的1個小時，美軍第8航空隊的重型轟炸機1,800架次飽和轟炸聖洛–佩里耶公路闊6,000碼（5,500）及縱深2,200碼（2,000）的地帶，之後還有中型轟炸機繼續進行第3輪轟炸，也就是最後1輪。大約3,000架次的美軍飛機地毯式的轟炸戰線內的狹窄地區，教導裝甲師首當其衝。然而，傷亡的並不全是均德軍，布萊德雷曾特地要求轟炸機從東邊太陽以外的方向接近目標聖洛–佩里耶公路，以盡量減少誤傷友軍的風險，但飛行員從北方垂直地飛向前線。儘管美國部隊盡力確保己方陣地，第8航空隊不準確的轟炸還是炸死了111人，包括萊斯利·麥克奈爾中將——在行動中陣亡的歐洲戰區最高階美國將領——另有490人受傷。
步兵在早上11時通過攻擊發起線，在彈坑中躍進，超越德軍前哨。雖然預計抵抗不強烈，但拜爾萊因的教導裝甲師殘部，包括大約2,200名士兵和45輛裝甲車—已經重新集結，準備迎戰美軍。教導裝甲師西面的德軍第5傘兵師逃過轟炸，幾乎完好無損。柯林斯的第7軍士氣低落地應付敵人的猛烈砲火，他們本預計大轟炸足以壓制抵抗。美國幾個單位，發現自己被德軍由少量戰車、步兵和支援性88毫米高射砲防守的堅強據點纏住—第7軍當天在餘下時間內只前進了2,200碼（2,000）。但是，若說第1天的結果令人失望，柯林斯將軍仍受若干事情鼓舞。德軍雖然堅守陣地，激烈反擊，這似乎並沒有形成一條連續性戰線，所以能容易的前進包圍或繞過。即使因友軍遭美軍猛攻而有所警戒，卡昂周圍的德軍從英軍和加拿大軍的行動中瞭解到，真正的威脅其實是在那邊。英加兩國的軍隊牽制住德方的部隊調動，令守軍未能在眼鏡蛇行動中佈署出能縱深防禦的陣地，一如強恩伍德在大西洋行動中的遭遇。

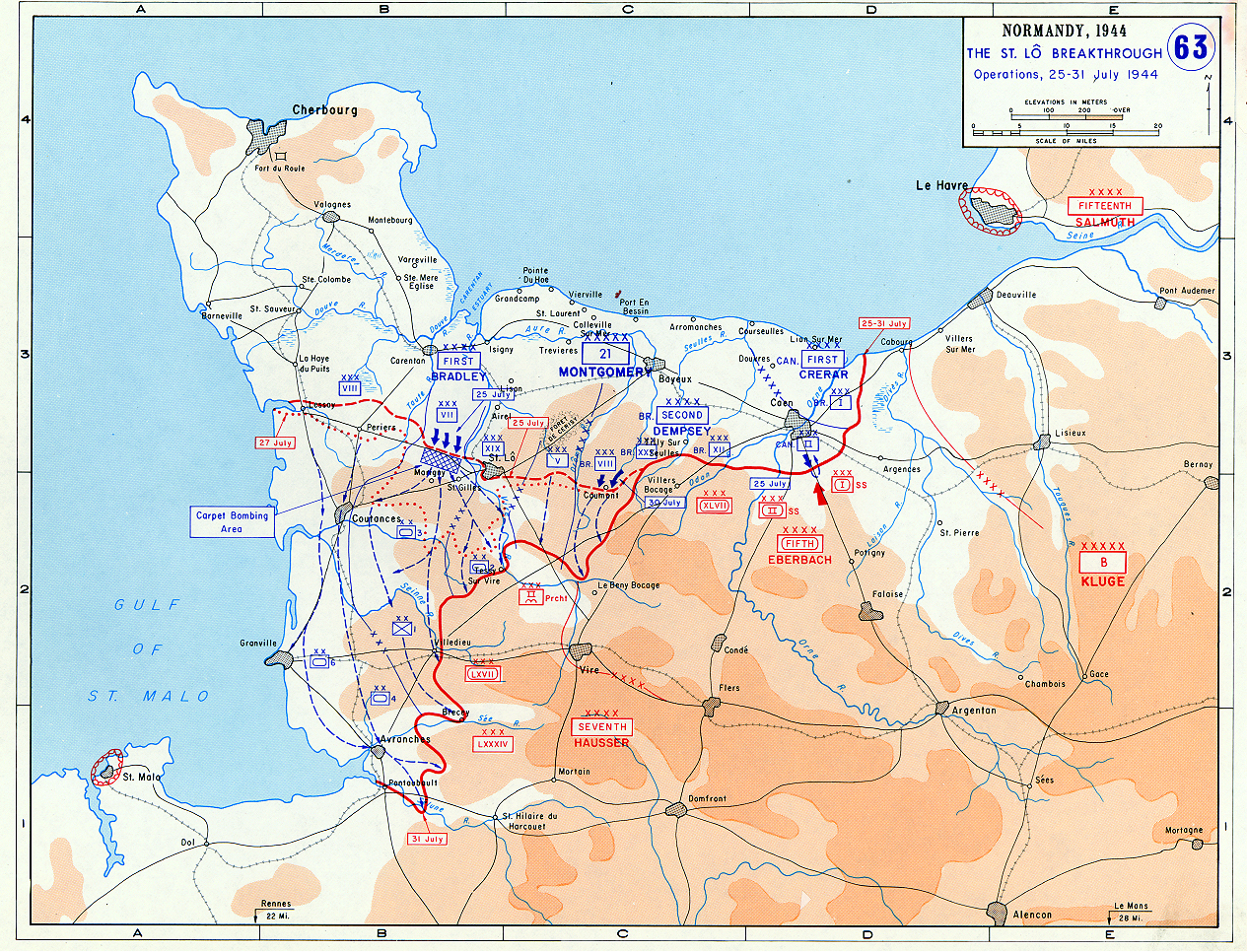
7月25日–31日在聖洛的突破

7月26日上午，美軍第2裝甲師和經驗豐富的第1步兵師按計劃加入進攻，翌日到達了眼鏡蛇行動的第1個目標—勒梅尼勒赫爾曼以北的路口。同樣在26日，特洛伊·米德爾頓少將的第8軍下轄[美軍第8步兵師|第8]]和第90步兵師投入戰役。這2個師儘管通過了部隊面前的洪水和沼澤，掃清了前進道路，但由於未取得顯著的進展，最初令第1軍團頗感失望。但第二天一早，德軍左翼支持不住，被迫後撤，留下巨大的雷區拖延第8軍推進。7月27日中午，第7軍第9步兵師已清除德軍全部有組織的抵抗，迅速推進。

### 突破及前進7月28日–31日
7月28日，在美軍第7及第8軍全力進攻下，前方的德軍防線基本崩潰，抵抗雜亂無章且零碎。第8軍轄下首次參戰的第4裝甲師於攻佔庫唐斯後在該市東面遇到頑強抵抗，穿插進德軍防線的美軍遭到武裝親衛隊第2帝國裝甲師、第17古茲·馮·伯利辛根裝甲擲彈兵師和第353步兵師等單位輕重不一的反擊。德軍試圖突圍脫困。德軍第2裝甲師的殘兵情急發動反攻，反造成一場災難，各部拋棄交通工具徒步逃跑。筋疲力竭且士氣低落的拜爾萊因回報，其裝甲教導師“最終全軍覆沒”，裝甲單位覆滅，兵員或傷亡或失踪，連指揮部的所有紀錄都丟失了。

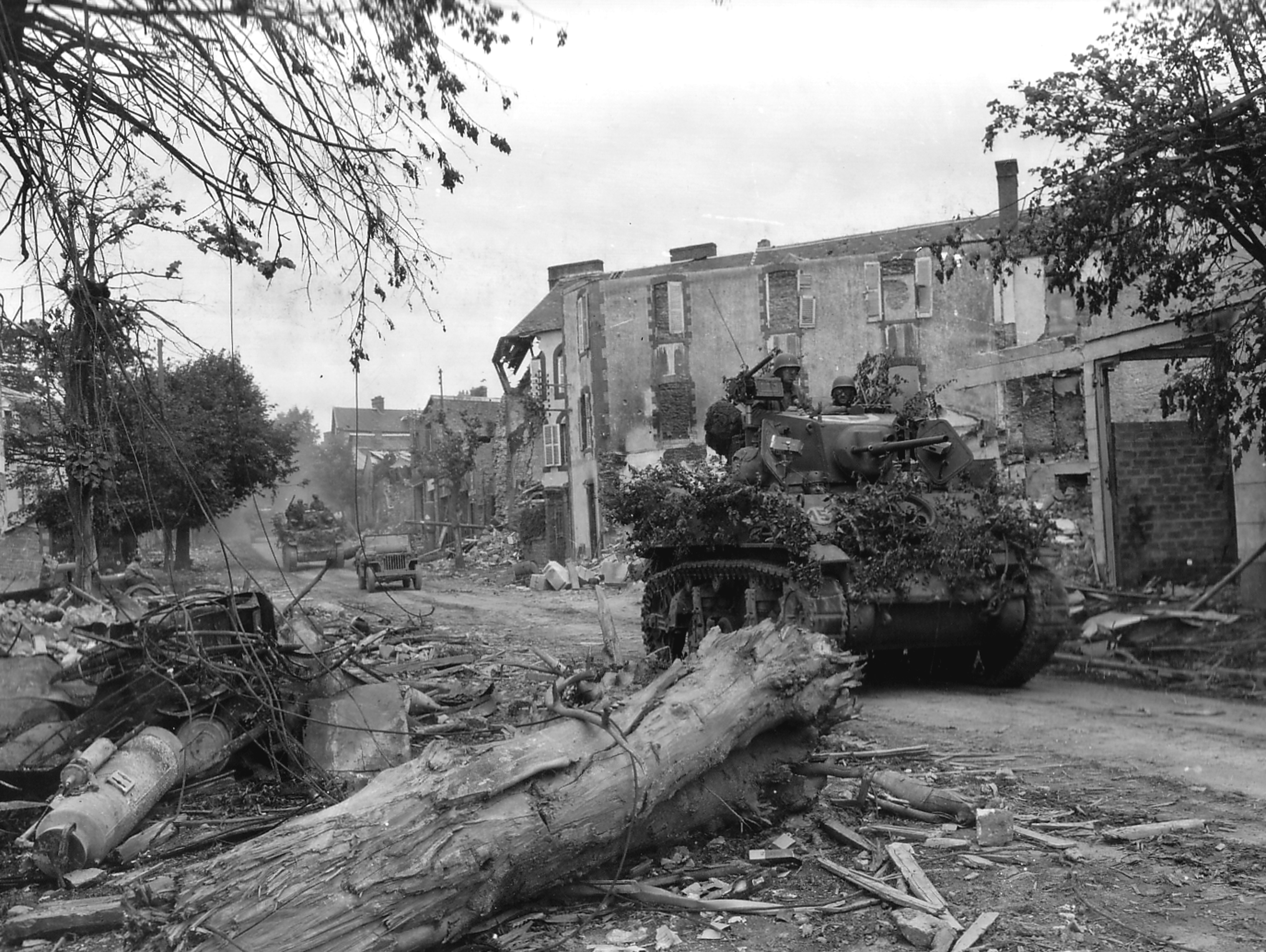
在庫唐斯的美軍第4裝甲師（第8軍）的M5A1斯圖亞特戰車

指揮西線（德國西歐戰場）所有德軍的馮·克魯格元帥調集手上所有部隊增援，第2和第116裝甲師參戰。查爾斯·H·科利特少將率美國第19軍在7月28日開到第7軍的左翼加入戰鬥。該部於7月28日至31日與上述增援部隊激戰。當收到集中轄下各部兵力的命令時，第116師的高級參謀海因茨·岡特·古德林上校（海因茨·古德林之子）因盟軍戰鬥轟炸機極度活躍而心情沮喪。由於未獲第2裝甲師承諾中的直接支援，古德里安稱其裝甲擲彈兵未能對美軍成功展開反擊。
7月29日晚，上述於聖坦尼樂加斯特附近，庫唐斯以東的行動中，美軍第2裝甲師各部發現德軍武裝親衛隊第2帝國裝甲師及第17古茲·馮·伯利辛根裝甲擲彈兵師趁夜通過美軍防線，正與之進行殊死搏鬥。第2裝甲師的所部在近坎布里遇襲，戰鬥了6個小時。但布萊德雷和其指揮官自知目前正主宰戰場，德軍這種不計代價的攻擊並沒有真正威脅到美軍陣地。 7月30日，為保護眼鏡蛇行動的側翼，兼防止德軍進一步脫離接觸，盟軍重新部署，英國第8軍在科蒙以南向維爾和蒙特潘松實施藍衣行動。沿著海岸向南推進美國第8軍當天稍晚拿下埃夫蘭切斯鎮—歷史學家安德魯·威廉姆斯描述該鎮為“通往布列塔尼和諾曼第南部”的門户—7月31日，第19軍奮戰擊退德軍最後的反擊，德方人員和戰車損失慘重。美軍不斷推進，第1軍團終於脫離灌木叢。

## 總結
8月1日中午，美國第3軍團在喬治·巴頓中將指揮下參戰。寇特尼·霍奇斯中將指揮第1軍團。而布萊德雷晉升為由前述2個軍團組成的第12集團軍總指揮。巴頓寫了首詩，包括以下詞句：
就來好好打一場，突穿再深挖、撕裂。(So let us do real fighting, boring in and gouging, biting.)
持球在手且行險。(Let's take a chance now that we have the ball.)
管他堅固好基地外罩硬殼射界清，(Let's forget those fine firm bases in the dreary shell raked spaces,)

上場射擊就能贏！對，全贏！(Let's shoot the works and win! Yes, win it all!)

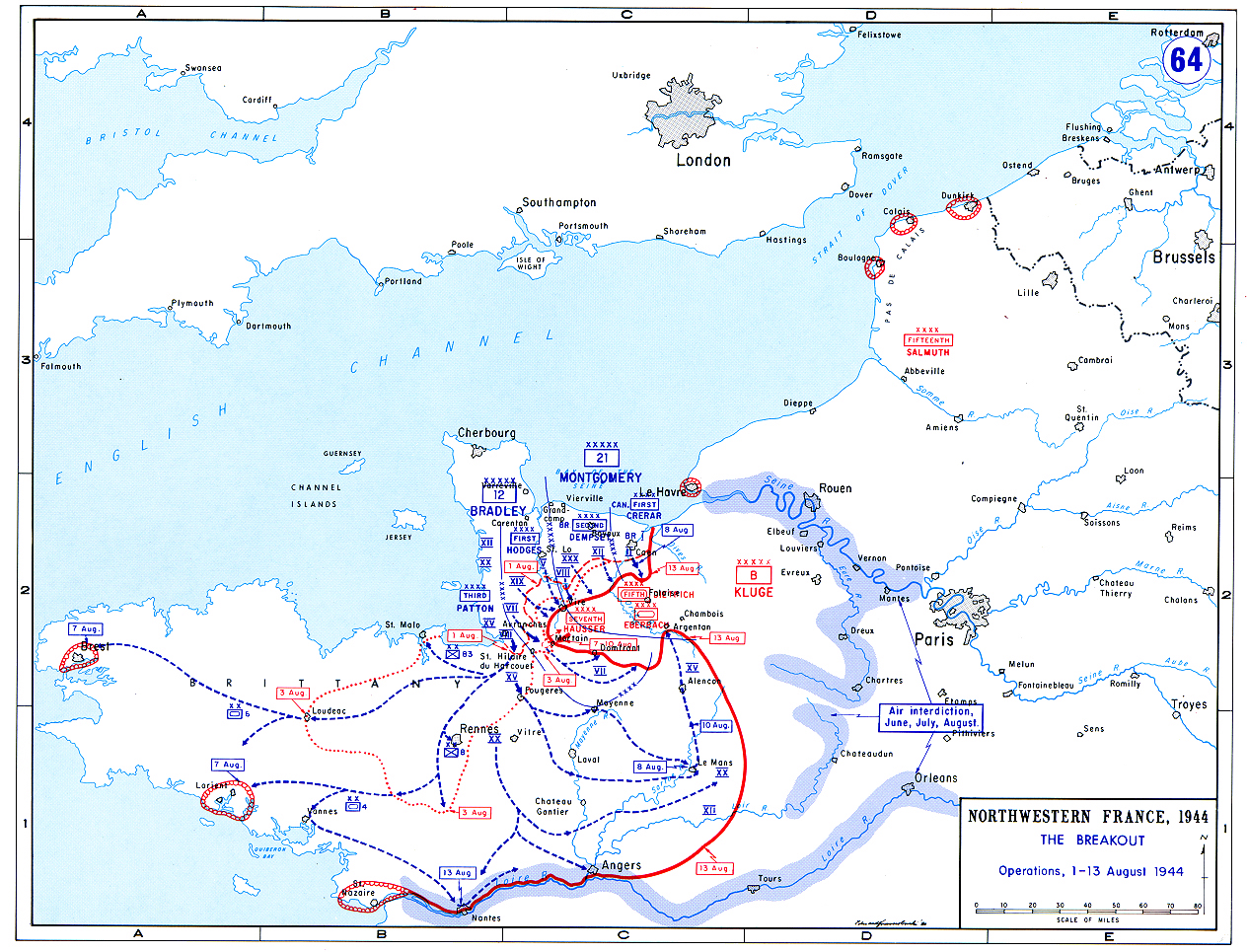
顯示從諾曼第灘頭陣地突破的地圖

美軍在眼鏡蛇行動後迅速推進。8月8日，德國第7軍團前指揮部所在地勒芒落入美國人之手，巴頓的第8軍席捲埃夫蘭切斯，並跨越蓬托博的橋樑進入布列塔尼半島。在諾曼第的德軍在盟軍的進攻下已被削弱到戰力低下，而蘇軍正對東線的德國中央集團軍展開夏季攻勢，更令其沒有指望得到增援。少有德國人認為他們現在還能夠避免戰敗。然而，阿道夫·希特勒未將剩餘部隊撤向塞納河，反令馮·克魯格“立即在摩爾坦和阿弗朗什之間進行反擊”以“殲滅”敵人，恢復與法國西岸科唐坦半島的接觸。當時在諾曼第的9個裝甲師之中，有8師必須參與攻擊，但只有4個師（其中1師還是不足額的）可免除其防守任務以按時通過攻擊發起線。德國指揮官對此立即抗議，稱以手頭可用的剩餘資源進行如此這般的行動不切實際，但這些反對意見被駁回，強行於8月7日在摩爾坦周圍展開代號為總計行動的反攻。以第2武裝親衛隊第1和第2裝甲師作為攻擊矛頭，儘管它們只剩75輛4號和70輛豹式戰車，以及32輛的自走砲。基於軍事上無可救藥的樂觀，儘管攻勢基本上維持不到24小時，但戰鬥一直持續到8月13日。
由於馮·克魯格僅存的有生戰力已被第1軍團消滅，盟軍司令部意識到，在諾曼底的德軍陣地正面臨全線崩潰。布萊德雷宣布：“這是一名指揮官百年不遇的機會。我們要全殲敵軍並就此全速抵達德國邊境”。8月14日，加拿大軍展開溫順行動以配合美軍北進尚布瓦。盟軍意圖在法萊茲附近全面包圍德國第7軍團和第5裝甲軍團兩部，坑陷並全殲之。 5天後，對這兩個軍團的包圍圈已接近完成；進攻的美軍第90步兵師已與波蘭第1裝甲師會師，盟軍部隊首先在芒特拉若利渡過塞納河，而德軍單位以任何所能找到的方式東逃。到8月22日，德軍雖然拼命維持法萊茲口袋繼續開放，以令被困的部隊出逃，但最後還是被封閉。盟軍成功結束了諾曼第戰役，取得了決定性的勝利。西線的所有德軍近乎被全殲或被俘，雖有約1,000,000名德軍士兵成功逃脫，但留下了40,000至50,000名戰俘，10,000多人陣亡。在口袋的北部地區，被發現共344輛戰車和自走砲，2,447輛非裝甲車輛，和252門火砲，或棄或毀。盟軍現可在不設防地區自由通行。8月25日，參加了諾曼第戰役的盟軍所有4個軍團（加拿大第1、英國第2、美國第1及美國第3）都已開拔到塞納河地區。

## 附錄
註釋
1. ↑  其中700人來自第8軍，[7]及600人來自第7軍，而其餘的不知道來自那一支部隊。[8]
2. ↑  “快速攻佔主要城市[卡昂]和附近的卡爾比凱是約翰·克羅克的第1軍最龐大、最困難和最重要的任務”。[17]威爾莫特形容“給予克羅克之海運師的目標斷然是雄心勃勃，因為他的部隊在最容易受到攻擊的和最遠的海灘登陸，有可能面對最強大的抵抗。”[18]
3. ↑  其中包括大部分可用的裝甲預備隊：第1阿道夫·希特勒警衛旗隊裝甲師、第12希特勒青年團裝甲師和教導裝甲師。[19]
4. ↑  7月10日，布萊德雷已關注該戰役中盟軍面臨類似第一次世界大戰僵局的可能性。[36][37]
5. ↑  第1軍有3,817人傷亡及第8軍有1,020人傷亡。[60]
6. ↑  雷諾茲聲稱，1份有關研究文件顯示，在強恩伍德行動中戰車損失數字最大為253輛，其中大部分是可修復，[61]但巴克利聲稱第21集團軍在行動中損失了大約400輛戰車，儘管他也注意到，大多數最終可被收復。[62]

Citations
1. 1 2 3  Williams, p. 204
2. 1 2  Bercuson, p. 232
3. 1 2 3 4 5 6 7 8 9 10 11 12 13 14 15  Pugsley, p. 47
4. 1 2  Zaloga, p.30
5. 1 2 3 4 5 6  Hastings, p. 236
6. 1 2 3 4  Jackson, p. 113
7. ↑  Green, p. 62
8. ↑  Pugsley, p. 53
9. ↑  .   [2022-08-06]. （原始内容存档于2022-08-06）.
10. ↑  Van der Vat, p. 110
11. ↑  Bradley, p. 261
12. ↑  Williams, p. 24
13. ↑  Williams, p. 38
14. ↑  Ellis, p. 78
15. ↑  Greiss, p.308
16. ↑  Ellis, p. 81
17. ↑  Ellis, p. 171
18. ↑  Wilmot, p. 272
19. 1 2 3 4  Keegan, p. 135
20. ↑  Bercuson, p. 215
21. 1 2  Williams, p. 131
22. ↑  Greiss, p. 317
23. ↑  Greiss, p. 308–310
24. ↑  Williams, p. 114
25. 1 2 3 4  Williams, p. 163
26. 1 2  Greiss, p. 312
27. ↑  Hastings, p. 163
28. ↑  Hastings, p. 165
29. 1 2  Greiss, p. 316
30. 1 2 3 4 5  Hastings, p. 249
31. ↑  Williams, p. 126
32. ↑  Esposito, p.78-80
33. ↑  Wilmot, p. 351
34. ↑  Greiss, p. 311
35. 1 2  Trew, p. 49
36. 1 2  Bradley, p. 272
37. ↑  Zaloga, p. 7
38. ↑  Blumenson, p. 187
39. ↑  Zaloga, p.32
40. ↑  D'Este, p.338
41. ↑  Weigley, p.136
42. ↑  Pogue, p.197
43. ↑  Williams, p. 175
44. ↑  Trew, p. 64
45. 1 2 3  Hastings, p. 252
46. 1 2  Hastings, p. 250
47. ↑  Esposito, pp. 76–77
48. 1 2 3 4  Williams, p. 185
49. 1 2 3  Hastings, pp. 249–250
50. 1 2  Williams, p. 181
51. 1 2  Weigley, p. 151
52. ↑  Griess, p. 324
53. ↑  Blumenson, p. 219
54. ↑  Zaloga, p.3
55. ↑  Weigley, p.149
56. ↑  Blumenson, p.207
57. 1 2  Williams, p. 161
58. ↑  Williams, p. 165
59. ↑  Williams, p. 167
60. ↑  Wilmot, p. 362
61. ↑  Reynolds, p. 186
62. ↑  Buckley, p. 36
63. ↑  Trew, pp. 97–98
64. ↑  Van-Der-Vat, p. 158
65. 1 2  Copp, Approach to Verrières Ridge
66. ↑  Zuehlke, p. 166
67. ↑  Stacey, pp. 195–196
68. ↑  Bercuson, p. 225
69. 1 2 3  Hastings, p. 256
70. 1 2 3  Hastings, p. 253
71. ↑  Williams, p. 174
72. ↑  Williams, p. 180
73. 1 2  Hastings, p. 254
74. 1 2  Williams, p. 182
75. 1 2 3 4  Williams, p. 183
76. 1 2 3 4  Hastings, p. 255
77. 1 2  Hastings, p. 257
78. 1 2 3 4 5  Hastings, p. 258
79. 1 2 3 4  Hastings, p. 260
80. ↑  Hastings, p. 261
81. 1 2  Hastings, p. 262
82. ↑  Hastings, p. 263
83. ↑  Hastings, p. 265
84. ↑  Hastings, p. 266
85. ↑  Williams, p. 186
86. ↑  Williams, p. 194
87. ↑  Hastings, p. 280
88. ↑  Hastings, p. 277
89. ↑  D'Este, p. 414
90. 1 2  Williams, p. 196
91. ↑  Wilmot, p.401
92. ↑  Hastings, p. 283
93. ↑  Hastings, p. 285
94. ↑  Hastings, p. 286
95. 1 2  Williams, p. 197
96. ↑  Hastings, p. 301
97. ↑  Williams, p. 203
98. ↑  Hastings, p. 306
99. ↑  Hastings, p. 313

## 外部連結
- Normandiememoire.com. . （原始内容存档于2003-08-21）.
- Wiacek, Jacques. . （原始内容存档于2007-11-28）.

49°06′55″N 1°05′25″W / 49.1152777°N 1.0902777°W